# Noyers-Pont-Maugis
Pour les articles homonymes, voir Noyers.
Noyers-Pont-Maugis est une commune française, située dans le département des Ardennes en région Grand Est.

## Géographie
Les communes limitrophes sont Balan, Bulson, Cheveuges, Remilly-Aillicourt, Thelonne, Wadelincourt et Bazeilles.
À 250 km de Paris et 190 km de Bruxelles, dans le département des Ardennes, en région Champagne-Ardenne, Noyers-Pont-Maugis appartient à l’arrondissement de Sedan et au canton Sedan-ouest, d’une superficie de 9,32 km2 et d’une altitude comprise entre 270 (mairie de Noyers Pont-Maugis) à 340 mètres (site historique de la Marfée). Le mamelon de Noyers culmine à 346 mètres au-dessus de Pont-Maugis.
|           | Wadelincourt       | Bazeilles          |
| Cheveuges | Noyers-Pont-Maugis | Remilly-Aillicourt |
|           | Bulson             | Thelonne           |

### Hydrographie
La commune est dans le bassin versant de la Meuse au sein du bassin Rhin-Meuse. Elle est drainée par le ruisseau de Thelonne, le ruisseau du Fond de Tanette et le ruisseau de Batelotte,.

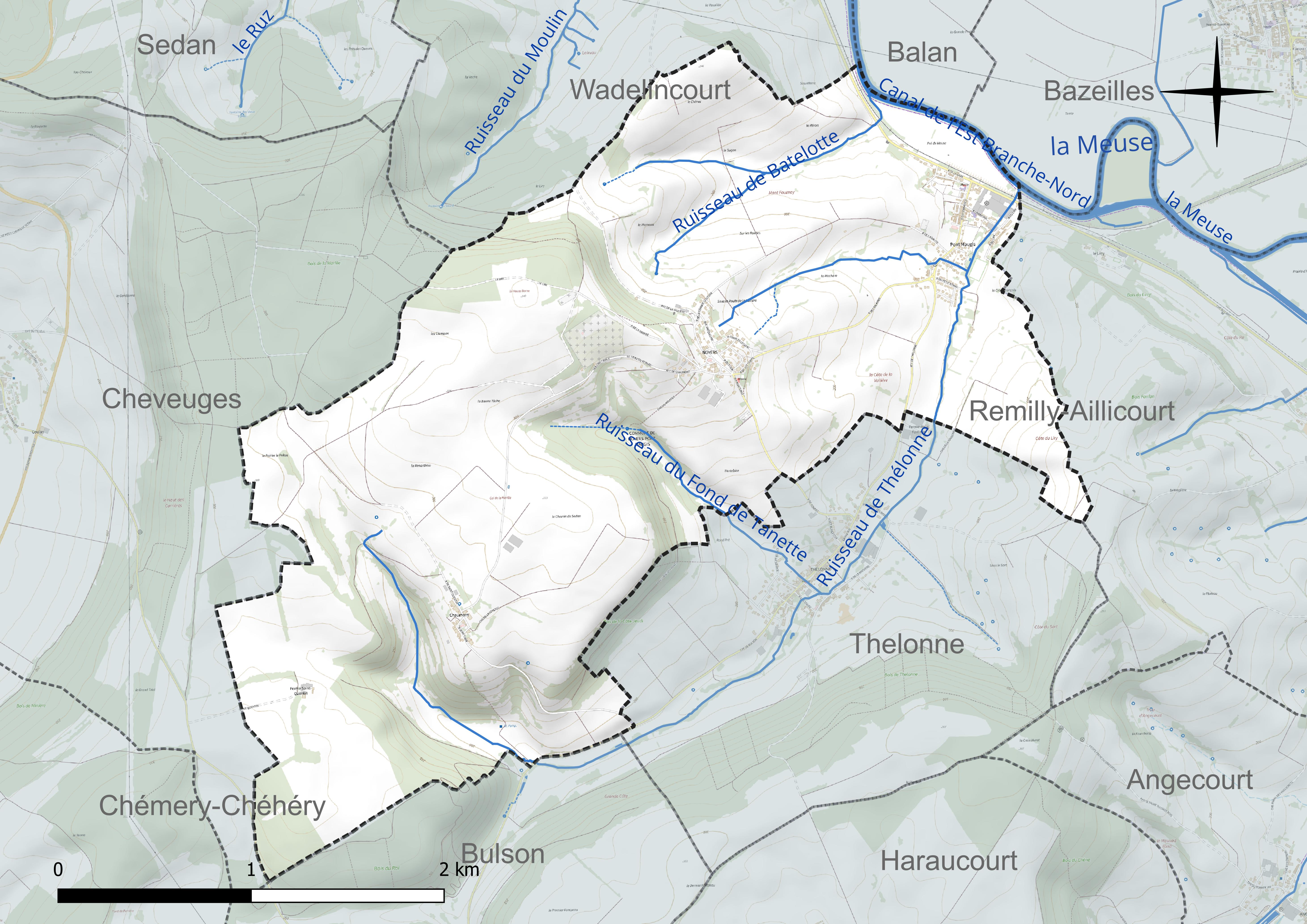
Réseau hydrographique de Noyers-Pont-Maugis.

### Climat
Pour des articles plus généraux, voir Climat du Grand Est et Climat des Ardennes.
En 2010, le climat de la commune est de type climat de montagne, selon une étude du Centre national de la recherche scientifique s'appuyant sur une série de données couvrant la période 1971-2000. En 2020, Météo-France publie une typologie des climats de la France métropolitaine dans laquelle la commune est exposée à un climat océanique altéré et est dans la région climatique Lorraine, plateau de Langres, Morvan, caractérisée par un hiver rude (1,5 °C), des vents modérés et des brouillards fréquents en automne et hiver.
Pour la période 1971-2000, la température annuelle moyenne est de 9,8 °C, avec une amplitude thermique annuelle de 15,8 °C. Le cumul annuel moyen de précipitations est de 973 mm, avec 14 jours de précipitations en janvier et 9,7 jours en juillet. Pour la période 1991-2020, la température moyenne annuelle observée sur la station météorologique de Météo-France la plus proche, « Douzy », sur la commune de Douzy à 8 km à vol d'oiseau, est de 10,5 °C et le cumul annuel moyen de précipitations est de 857,0 mm. 
La température maximale relevée sur cette station est de 40,3 °C, atteinte le 25 juillet 2019 ; la température minimale est de −14,8 °C, atteinte le 3 janvier 2004,,.
Les paramètres climatiques de la commune ont été estimés pour le milieu du siècle (2041-2070) selon différents scénarios d'émission de gaz à effet de serre à partir des nouvelles projections climatiques de référence DRIAS-2020. Ils sont consultables sur un site dédié publié par Météo-France en novembre 2022.

## Urbanisme

### Typologie
Au 1er janvier 2024, Noyers-Pont-Maugis est catégorisée commune rurale à habitat dispersé, selon la nouvelle grille communale de densité à 7 niveaux définie par l'Insee en 2022.
Elle est située hors unité urbaine. Par ailleurs la commune fait partie de l'aire d'attraction de Sedan, dont elle est une commune de la couronne,. Cette aire, qui regroupe 31 communes, est catégorisée dans les aires de moins de 50 000 habitants,.

### Occupation des sols
L'occupation des sols de la commune, telle qu'elle ressort de la base de données européenne d’occupation biophysique des sols Corine Land Cover (CLC), est marquée par l'importance des territoires agricoles (84,8 % en 2018), une proportion identique à celle de 1990 (84,8 %). La répartition détaillée en 2018 est la suivante :
prairies (44,2 %), terres arables (33,4 %), forêts (12,4 %), zones agricoles hétérogènes (7,2 %), zones urbanisées (2,9 %). L'évolution de l’occupation des sols de la commune et de ses infrastructures peut être observée sur les différentes représentations cartographiques du territoire : la carte de Cassini (XVIIIe siècle), la carte d'état-major (1820-1866) et les cartes ou photos aériennes de l'IGN pour la période actuelle (1950 à aujourd'hui).

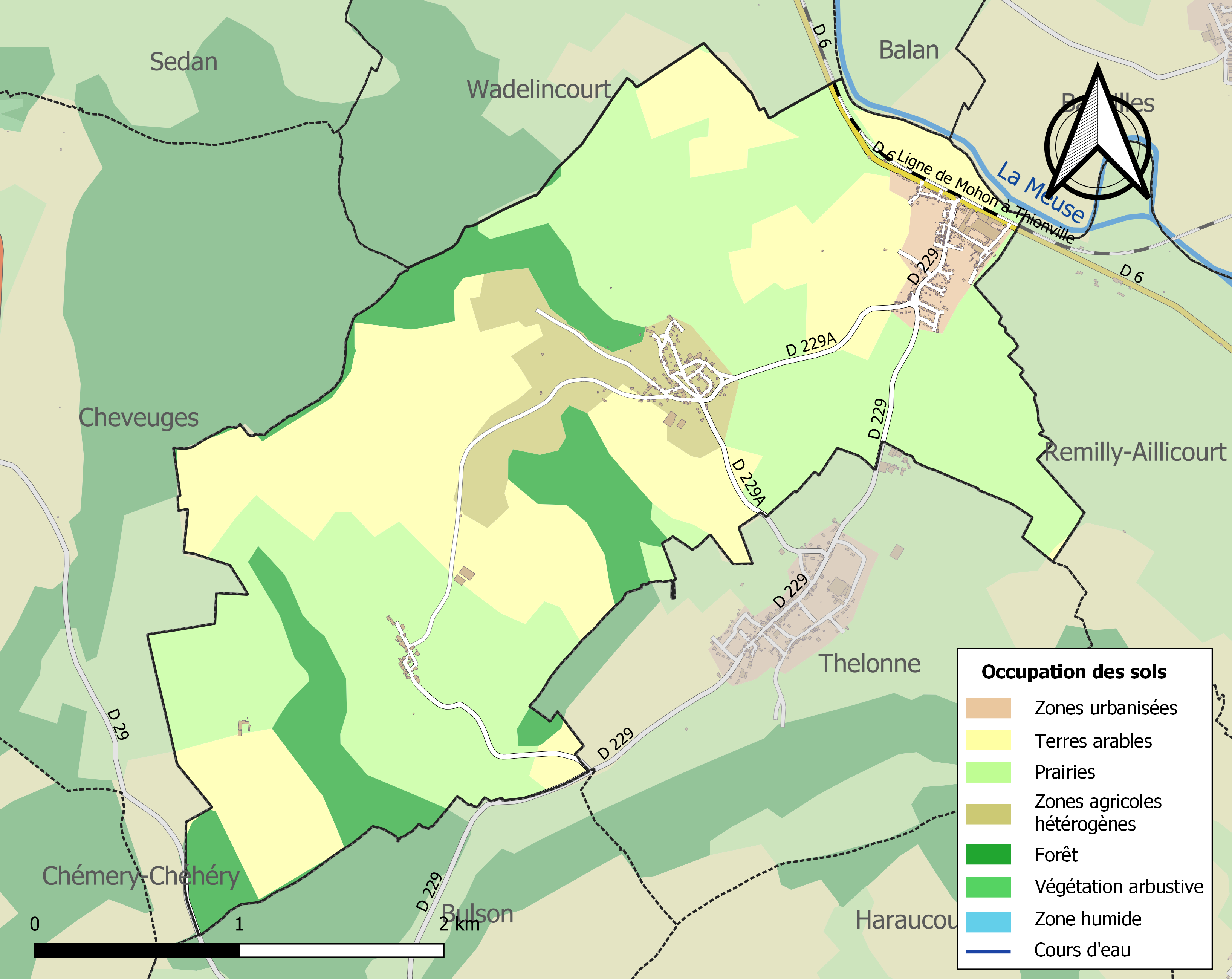
Carte des infrastructures et de l'occupation des sols de la commune en 2018 (CLC).

## Toponymie
Le nom de la localité est attesté sous la forme latinisée de Nucibus en 1362,.
Il s'agit d'un type toponymique médiéval signifiant « les noyers »,. L'absence d'article suggère une formation précoce. La référence au Pont-Maugis a été rajoutée postérieurement. Le pont Maugis ou pont Maugé était, selon la carte de Cassini de 1744 (première carte générale et particulière du royaume de France), un petit ouvrage qui franchissait la Machère, au bas de la rue Lamartine entre la propriété de M. Collignon et les bâtiments de la Vynex. Maugis est un ancien prénom (cf. Maugis, évêque d'Avranches), devenu un patronyme bien attesté en France, et que l'on retrouve dans d'autres toponymes comme Boissy-Maugis (Orne, de Buxido début XIe siècle) ou Maison-Maugis (Orne).
Maugis est un anthroponyme d'origine germanique composé avec le même élément Madal- que Mauger (latinisé en Madalgarius dans les textes), le deuxième élément -gis serait issu du germanique gis « flèche », issu du germanique commun *gaizas, bien que les produits de cet étymon soient respectivement le vieux haut allemand gêr (cf. Gérard), l'anglo-saxon gar et le vieux norrois geirr. Cet anthroponyme est attesté dans une charte carolingienne sous la forme latinisée Madalgisus. En revanche, l'anthroponyme proche Madalgisil possède un second élément -gisil qui représente certainement gīsil- « (hampe de) flèche » ou encore « otage, gage » cf. Gilbert, Gisèle, etc. et le nom normand Turgis (variante Tourgis). Il a donné le nom de saint Mauguille.

## Histoire

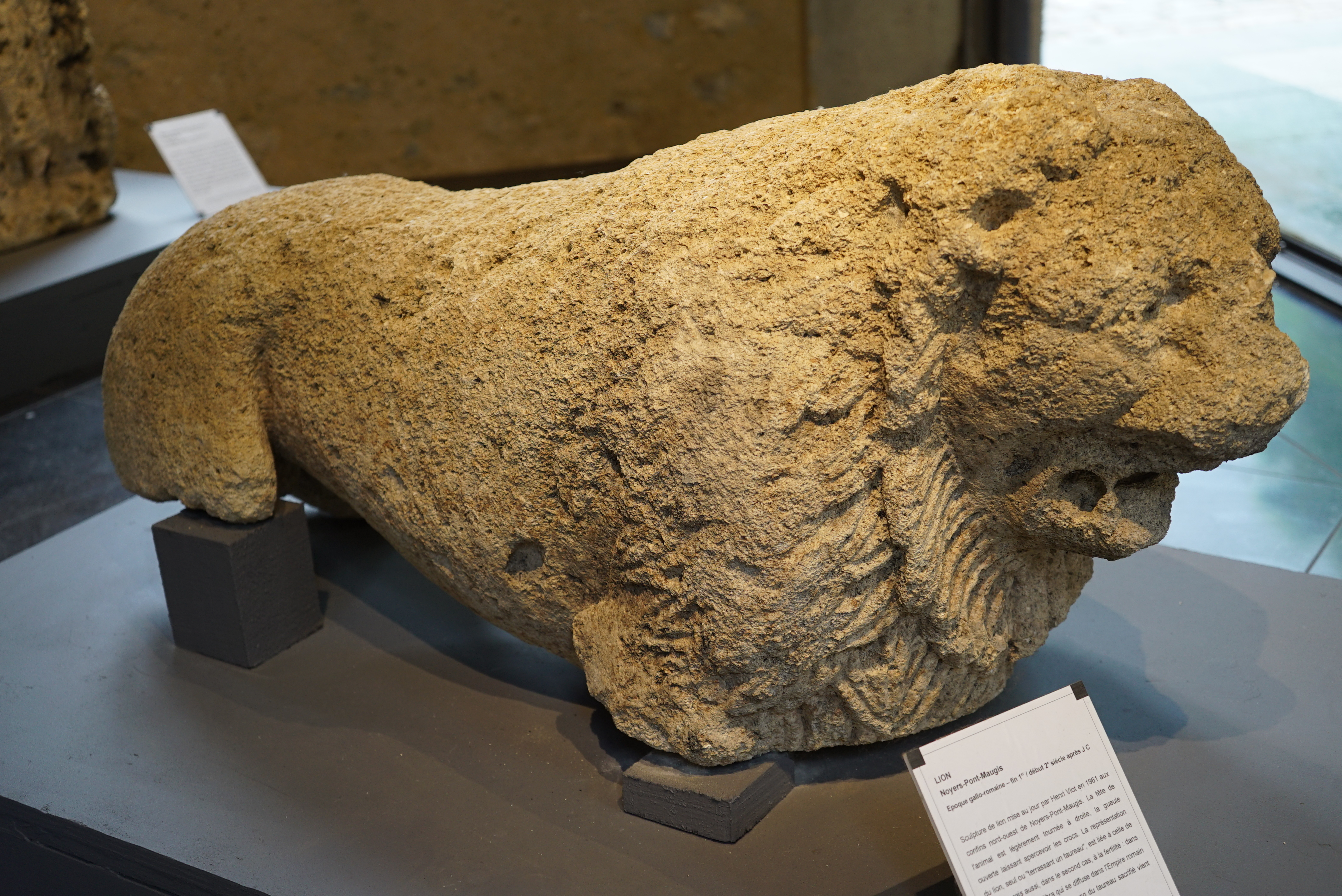
Lion gallo-romain exposé au Musée de l'Ardenne.
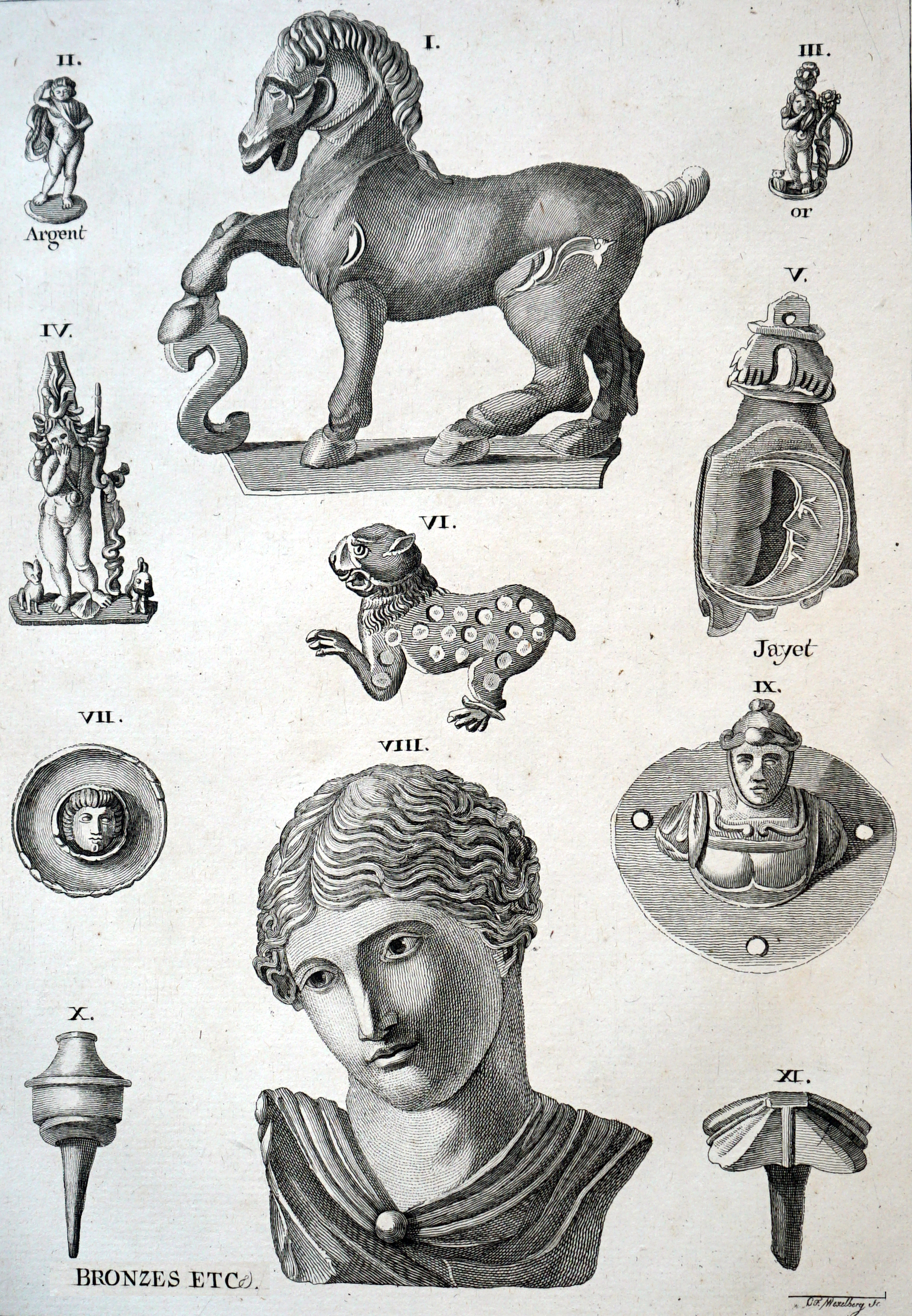
Objets gallo-romain.
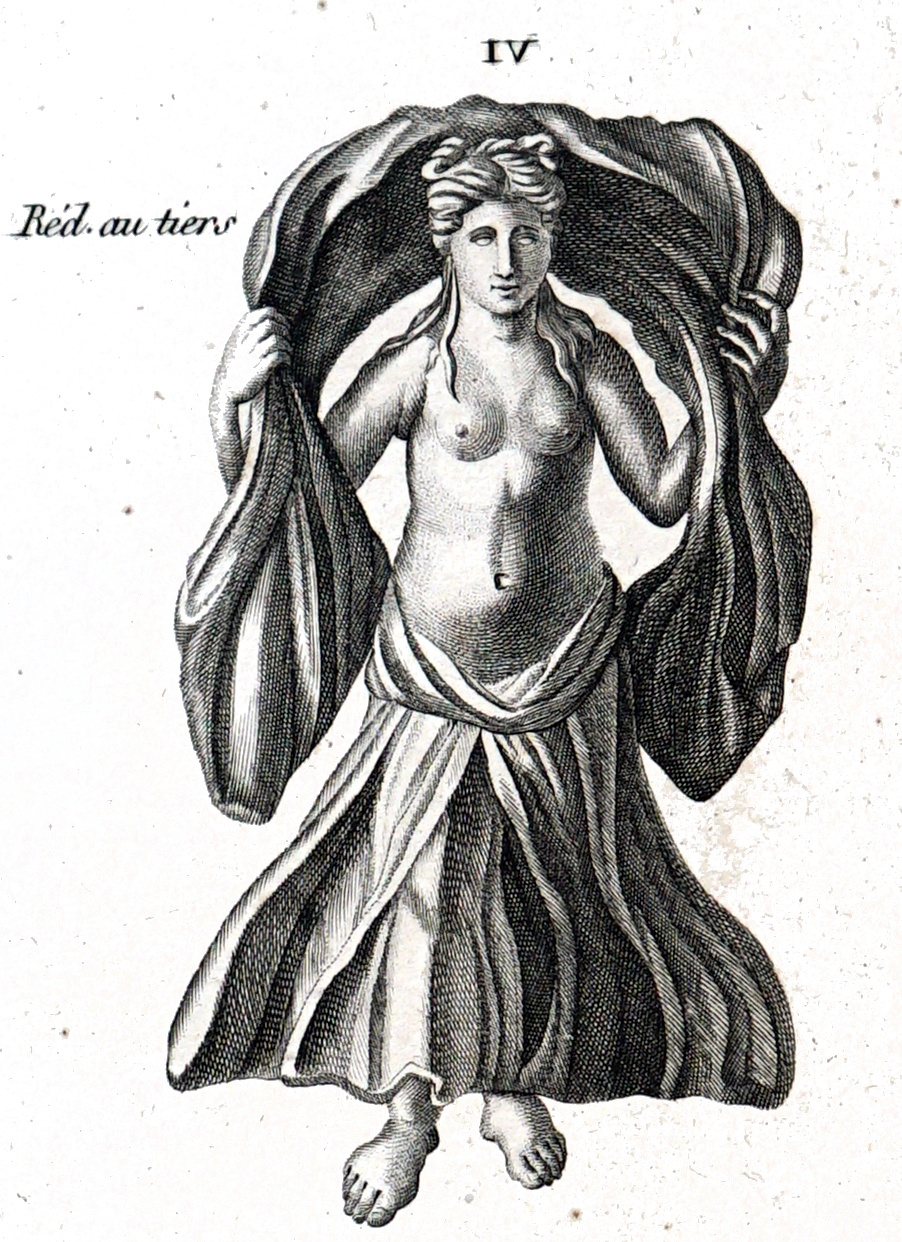
de la collection.
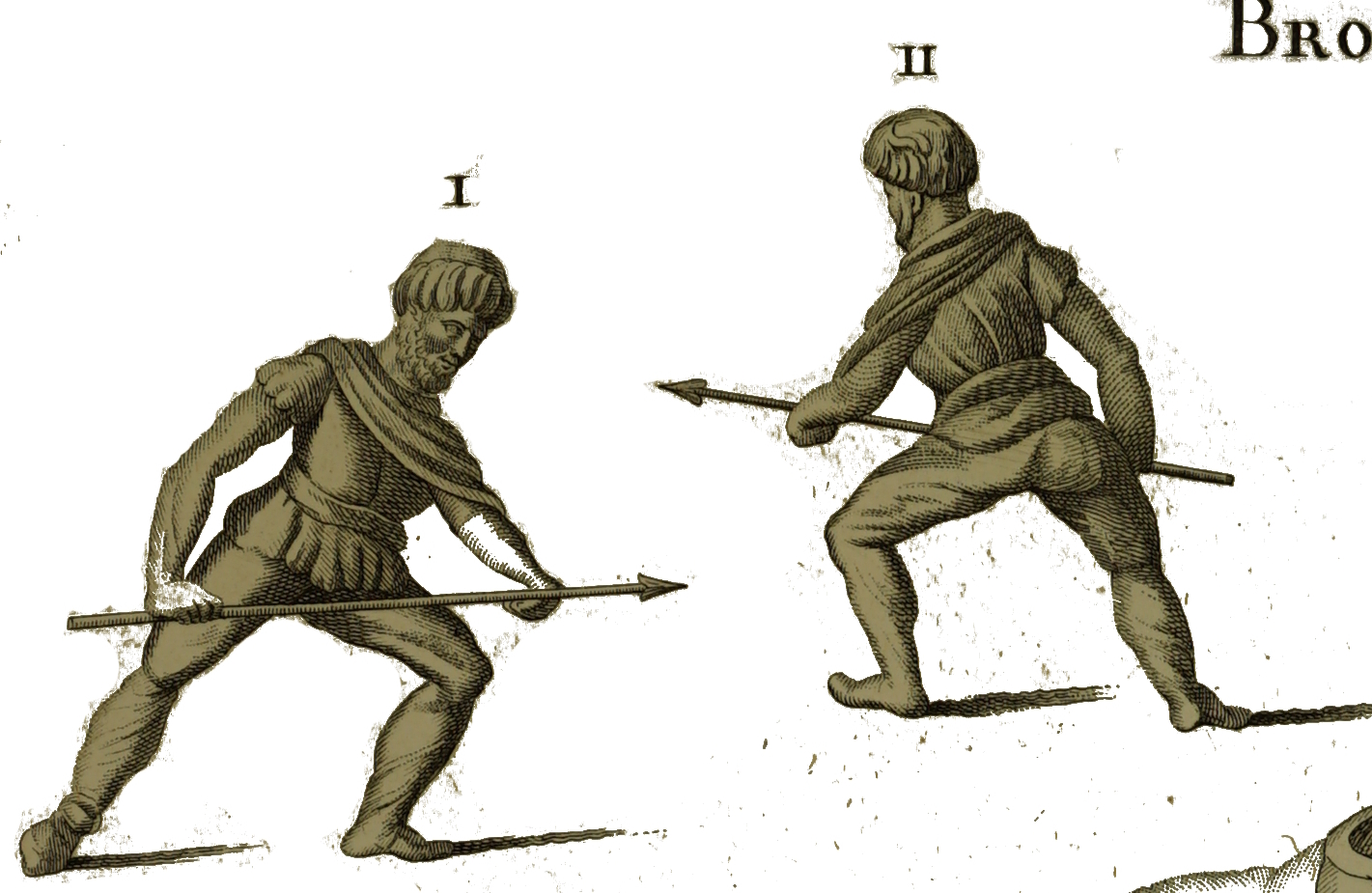
de Claude-Madeleine Grivaud de La Vincelle.

Noyers a été un lieu d'observation et de surveillance à différentes époques, en particulier à l'époque gallo-romaine et franque.
De 1560 à 1642, Noyers est incluse dans la principauté de Sedan. Les seigneurs et princes de Sedan mènent en effet au XVIe siècle une politique d'acquisition et de patient agrandissement de leur domaine. En 1642, la principauté de Sedan est à son tour annexée au royaume de France.
En 1828, Noyers, Thélonne et Chaumont-Saint-Quentin fusionnent. L'activité métallurgique se répand, exploitant les ressources naturelles, le bois et l'eau. Pont-Maugis n'est encore qu'un hameau puisqu’il ne compte que 35 habitants en 1832, établi sur les lieux-dits Champjacques et Broux était connu dès 1692 pour sa platinerie. Pierre Ronnet venant de la foulonnerie du Grésil installait un atelier à Pont-Maugis, il décédait quelques années après laissant l'atelier à son épouse et son fils de quinze ans Adolphe. Mais l'action d'Adolphe Ronnet et sa position sur une voie navigable, la Meuse, sur une voie ferrée à l’embranchement de trois directions, Longwy, Verdun, Raucourt, et sur une route départementale, vont apporter un essor économique au village.
C’est en effet l’ouverture de la filature d’Adolphe Ronnet qui lui donne son essor démographique, la population passant à 546 habitants en 1881. Cependant Adolphe Ronnet ne s’arrête pas à la création de cette filature. Il crée une école de garçons, d’abord libre pour devenir publique en 1866. Puis, dans l’enceinte de la filature, une école de filles et une école maternelle sont construites et entretenues à ses frais pour les enfants de ses ouvriers. Il avait fait un essai de louer des maisons aux ouvriers ayant un jardin inclus pour en faire un potager, la maison devait finir par être achetée par la famille de l'ouvrier, ce qui ne se fit pas. Avec la guerre de 1870, la filature fut un hôpital pour les blessés français puis pour les Bavarois atteints du typhus soignés par Christopher James Davis, le bon docteur noir.
En 1872, il fait construire un orphelinat réservé aux jeunes filles de 13 à 21 ans, ces jeunes filles se voyant ensuite proposer un emploi dans la filature. Noyers devient Noyers-Pont-Maugis en 1886.

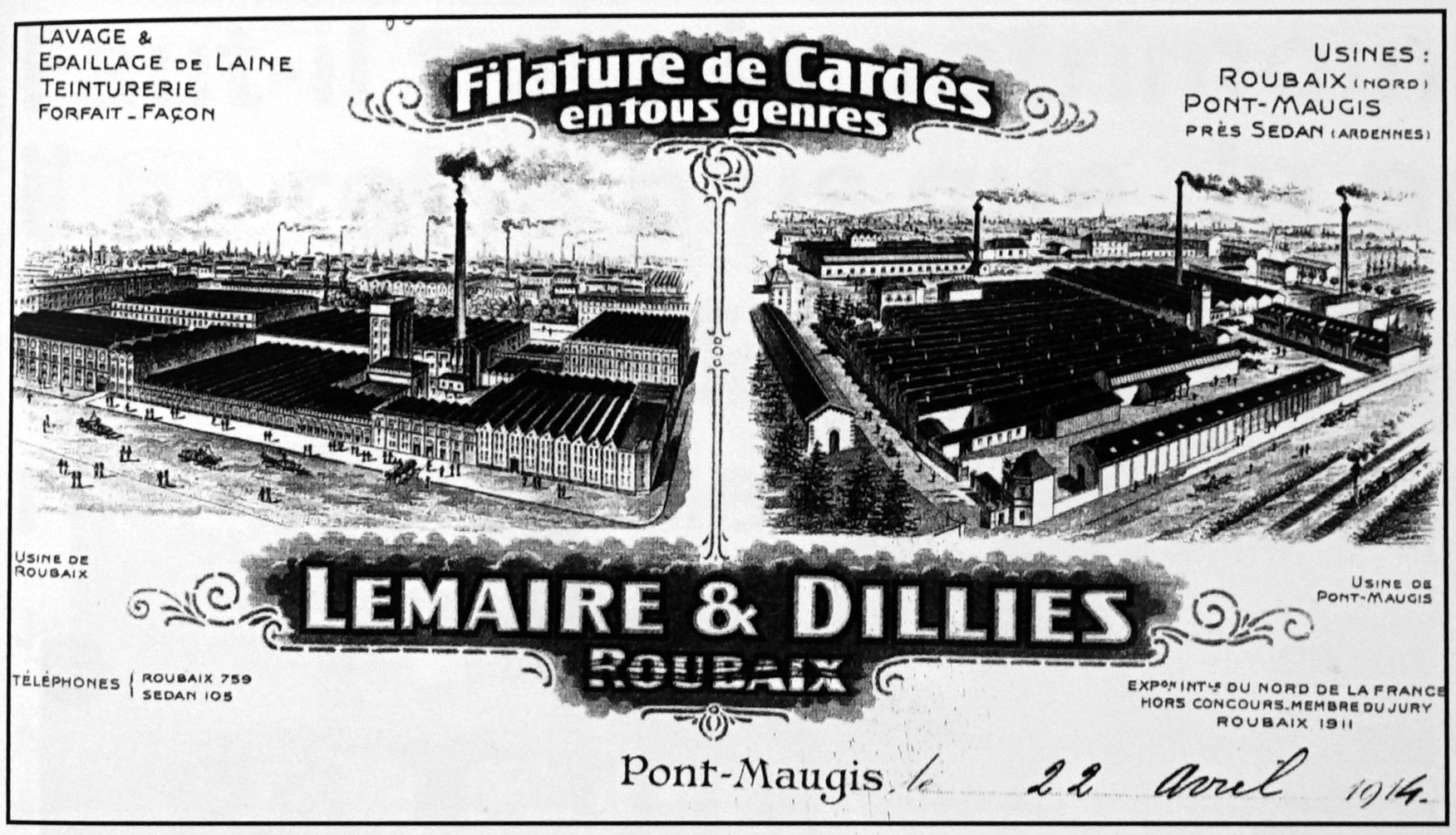
Lemaire et Dillies.

Adolphe Ronnet décède en 1890 à l’âge de 74 ans. Eugène, son fils, continue l’affaire familiale quelques années, puis cède la filature à Lemaire et Dilliès (industriels roubaisiens), le 1er mai 1894, en raison de problème de santé.
Henrion prend la relève entre les deux guerres, puis en 1922 la Société Anonyme des Textiles Ardennais. À la veille de la Seconde Guerre mondiale, l'usine est une des plus importantes filatures de laine cardée de France, alimentant les centres textiles de Sedan, Reims et Roubaix. Mais l'industrie textile française est soumise à une concurrence internationale qui s'intensifie sur la deuxième partie du XXe siècle, et les installations de Noyers-Pont-Maugis s'arrêtent en 1958. Actuellement, les ateliers sont occupés par la société Vynex.
Durant les conflits franco-allemands successifs de 1870, 1914-1918, et 1939-1945, des combats secouent chaque fois la commune de Noyers-Pont-Maugis. Le 14 mai 1940 lors de la bataille de France, elle est ainsi victime des tirs d'artillerie des Allemands du XIX. Armee-Korps (mot.) de Heinz Guderian, ceux-ci s'emparent de Noyers dans la matinée, provoquant une réplique de l'artillerie française, tandis que des combats dans Pont-Maugis se poursuivent dans l'après-midi entre les Allemands et la 3e compagnie de mitrailleuses du I/147e régiment d'infanterie de forteresse du capitaine Harmand.

## Politique et administration
En 1828, Noyers-Thélonne fusionne avec Chaumont-Saint-Quentin. Thélonne devient une commune distincte, dissociée de Noyers en 1883. Noyers devient Noyers-Pont-Maugis en 1886.

### Rattachements administratifs et électoraux
La commune se trouve depuis 1942 dans l'arrondissement de Sedan du département des Ardennes. Pour l'élection des députés, elle fait partie depuis 1958 de la troisième circonscription des Ardennes.
Elle faisait partie de 1801 à 1973 du canton de Sedan-Sud, année où elle intègre le canton de Sedan-Ouest. Dans le cadre du redécoupage cantonal de 2014 en France, elle fait désormais partie du canton de Sedan-1.

### Intercommunalité
La commune faisait partie de la communauté de communes du Pays sedanais, créée fin 2000.
Celle-ci fusionne avec d'autres intercommunalités pour former le 1er janvier 2014 la « communauté d’agglomération de Charleville-Mézières-Sedan », qui prend la dénomination, fin 2016, d’« Ardenne Métropole », dont est désormais membre la commune.

### Liste des maires
| Période                                  | Période   | Identité        | Étiquette | Qualité                                                    |
| ---------------------------------------- | --------- | --------------- | --------- | ---------------------------------------------------------- |
| Les données manquantes sont à compléter. |           |                 |           |                                                            |
| 1944                                     | 1983      | Albert Duranton | SFIO      | Ouvrier menuisier                                          |
| mars 1983                                | mars 2001 | Hubert Duranton |           | Enseignant                                                 |
| mars 2001                                | mars 2008 | Yvan Meunier    |           |                                                            |
| mars 2008                                | mai 2020  | Roger Viard     | SE        | Retraité de la Gendarmerie Réélu pour le mandat 2014-2020, |
| mai 2020                                 | mars 2024 | Yannick Vassan  |           |                                                            |

## Démographie
L'évolution du nombre d'habitants est connue à travers les recensements de la population effectués dans la commune depuis 1793. Pour les communes de moins de 10 000 habitants, une enquête de recensement portant sur toute la population est réalisée tous les cinq ans, les populations de référence des années intermédiaires étant quant à elles estimées par interpolation ou extrapolation. Pour la commune, le premier recensement exhaustif entrant dans le cadre du nouveau dispositif a été réalisé en 2008.

En 2022, la commune comptait 670 habitants, en évolution de −3,46 % par rapport à 2016 (Ardennes : −2,97 %, France hors Mayotte : +2,11 %).
| 1793 | 1800 | 1806 | 1821 | 1831 | 1836 | 1841 | 1846 | 1851 |
| ---- | ---- | ---- | ---- | ---- | ---- | ---- | ---- | ---- |
| 350  | 316  | 397  | 395  | 562  | 651  | 636  | 790  | 874  |

| 1866  | 1872  | 1876  | 1881  | 1886 | 1891 | 1896 | 1901 | 1906 |
| ----- | ----- | ----- | ----- | ---- | ---- | ---- | ---- | ---- |
| 1 297 | 1 379 | 1 318 | 1 344 | 812  | 881  | 769  | 804  | 821  |

| 1911 | 1921 | 1926 | 1931 | 1936 | 1946 | 1954 | 1962 | 1968 |
| ---- | ---- | ---- | ---- | ---- | ---- | ---- | ---- | ---- |
| 818  | 477  | 740  | 729  | 726  | 628  | 720  | 794  | 902  |

| 1975 | 1982 | 1990 | 1999 | 2006 | 2008 | 2013 | 2018 | 2022 |
| ---- | ---- | ---- | ---- | ---- | ---- | ---- | ---- | ---- |
| 904  | 795  | 738  | 712  | 717  | 718  | 718  | 675  | 670  |

## Économie
Plusieurs entreprises sont implantées sur le territoire de la commune :
- Vynex, déjà citée : production et conditionnement de produits de fixation, visserie, boulonnerie, clouterie et de quincaillerie[38].
- Exanet : nettoyage industriel, et vente de produits ménagers industriels et grand public[39].
- Menuiserie WPM[40].
- Fermes agricoles[39].
- Ainsi que des entreprises de services : taxi, commerce multi-services, salon de coiffure, vente "le petit paysan" du producteur au consommateur, etc.[39].

## Lieux et monuments
- L'église Saint-Hilaire (à Noyers) du XIXe siècle. L’église originelle remonte au XIIIe siècle, et était fortifiée, avec mâchicoulis. Le vocable « Saint-Hilaire » a été emprunté au nom d’une célèbre fontaine (la fontaine Saint-Hilaire) dont les eaux passaient pour guérir certains maux, et qui était jadis assez fréquentée par les pèlerins.
- L'église Saint-Rémi (à Pont-Maugis) de 1897. Elle est sévère et simple, inspirée du style roman (38 mètres de long, 15 mètres de large, 29 mètres de hauteur au clocher). La statue située au-dessus du porche pèse 700 kg. C’est une église à 3 nefs séparées par une double rangée de 4 colonnes avec chapiteaux ouvragés. Les effigies des filateurs (Les Ronnet) ornent les 7 vitraux du chœur. Les vitraux ont été rénovés en 1993. Elle fut construite en seulement huit mois.
- L'église Saint-Pierre (à Chaumont) de style roman du XIIe siècle et XIIIe siècle.
- La chapelle du cimetière militaire allemand du XXe siècle.
- Le cimetière militaire allemand de Noyers-Pont-Maugis, avec juste à côté un cimetière dédié aux soldats français, un lieu de mémoire dédié aux deux guerres mondiales[41].

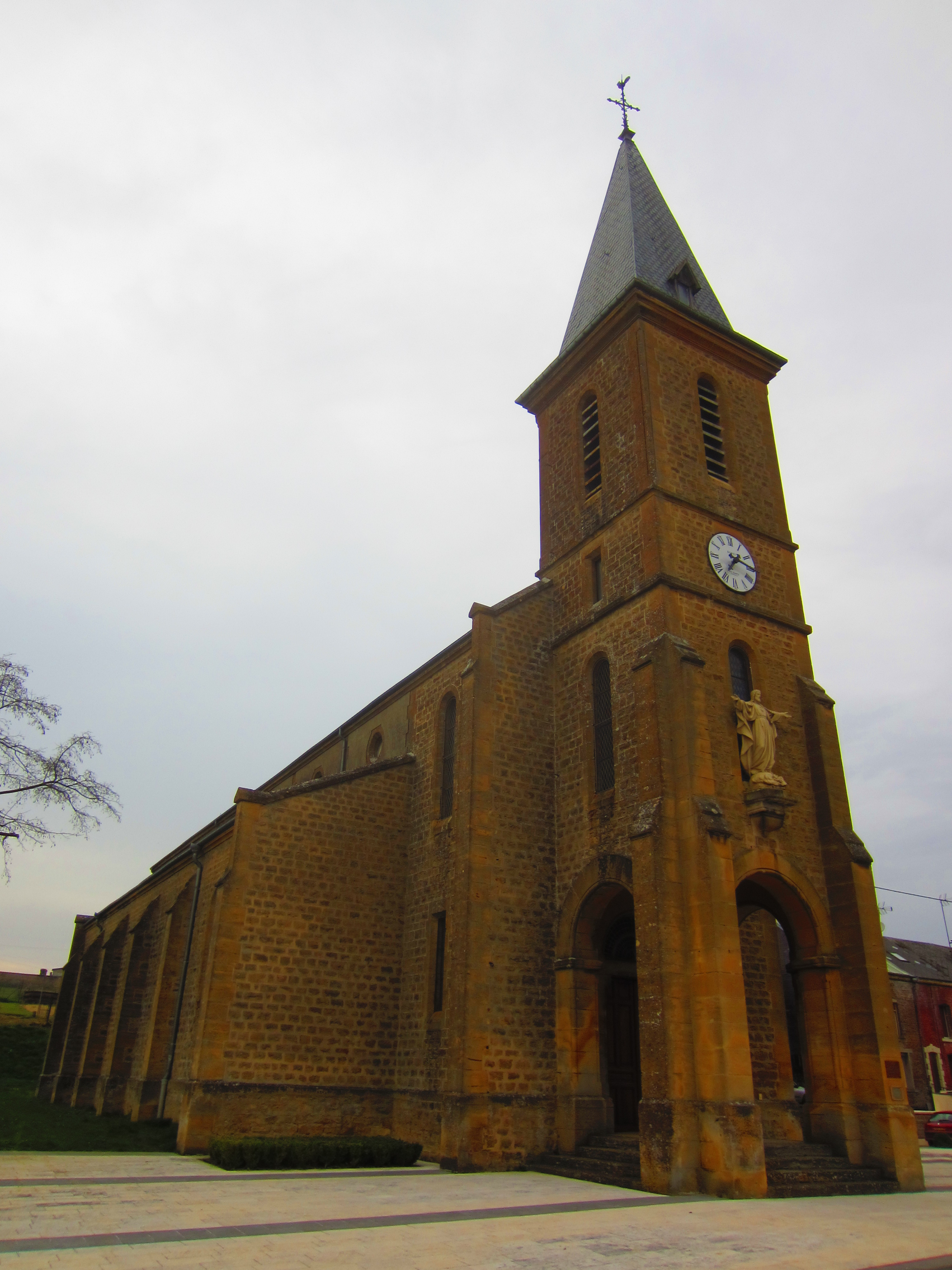
Église Saint-Remi de Pont-Maugis.
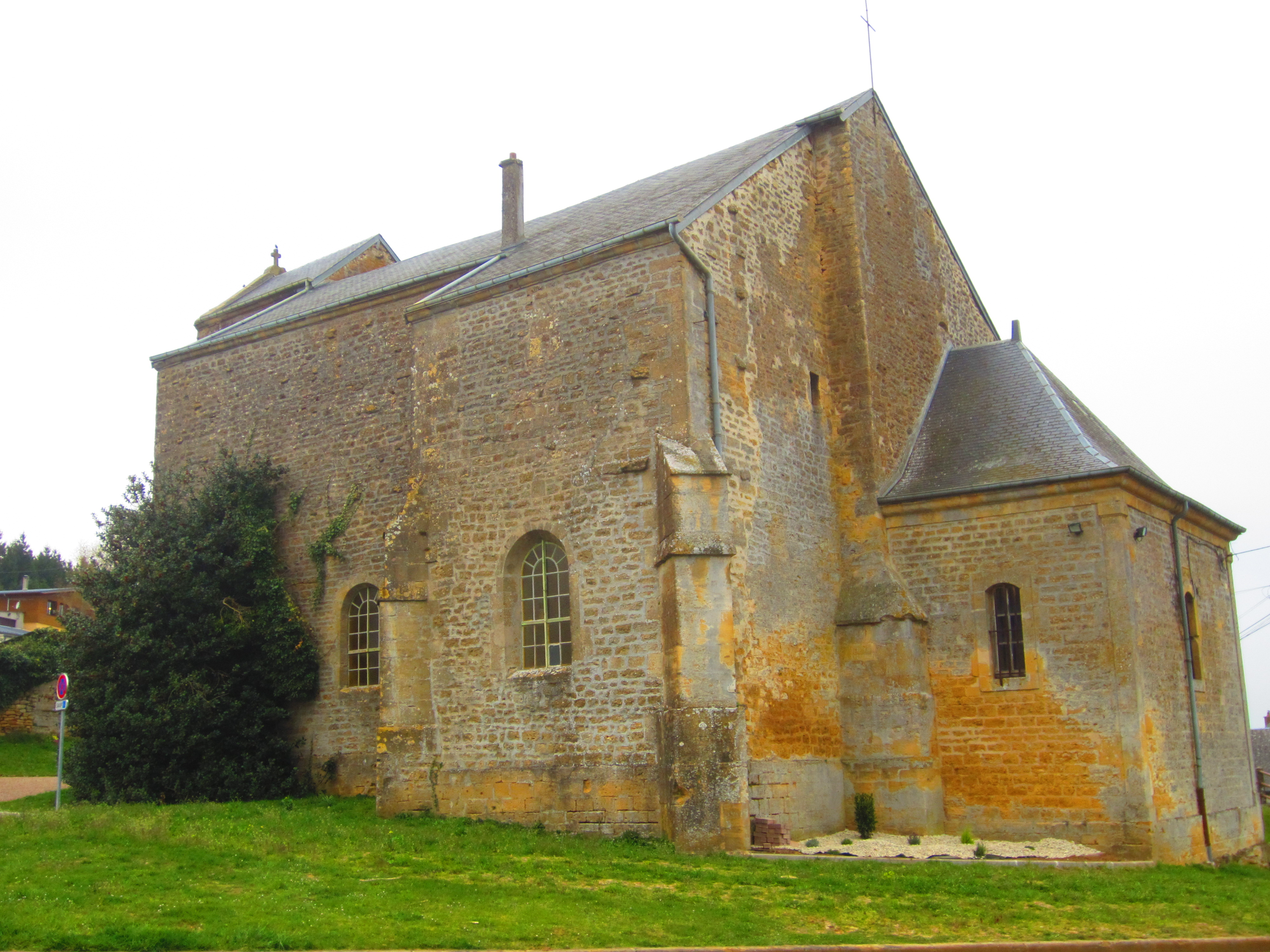
Église Saint-Hilaire de Noyers.
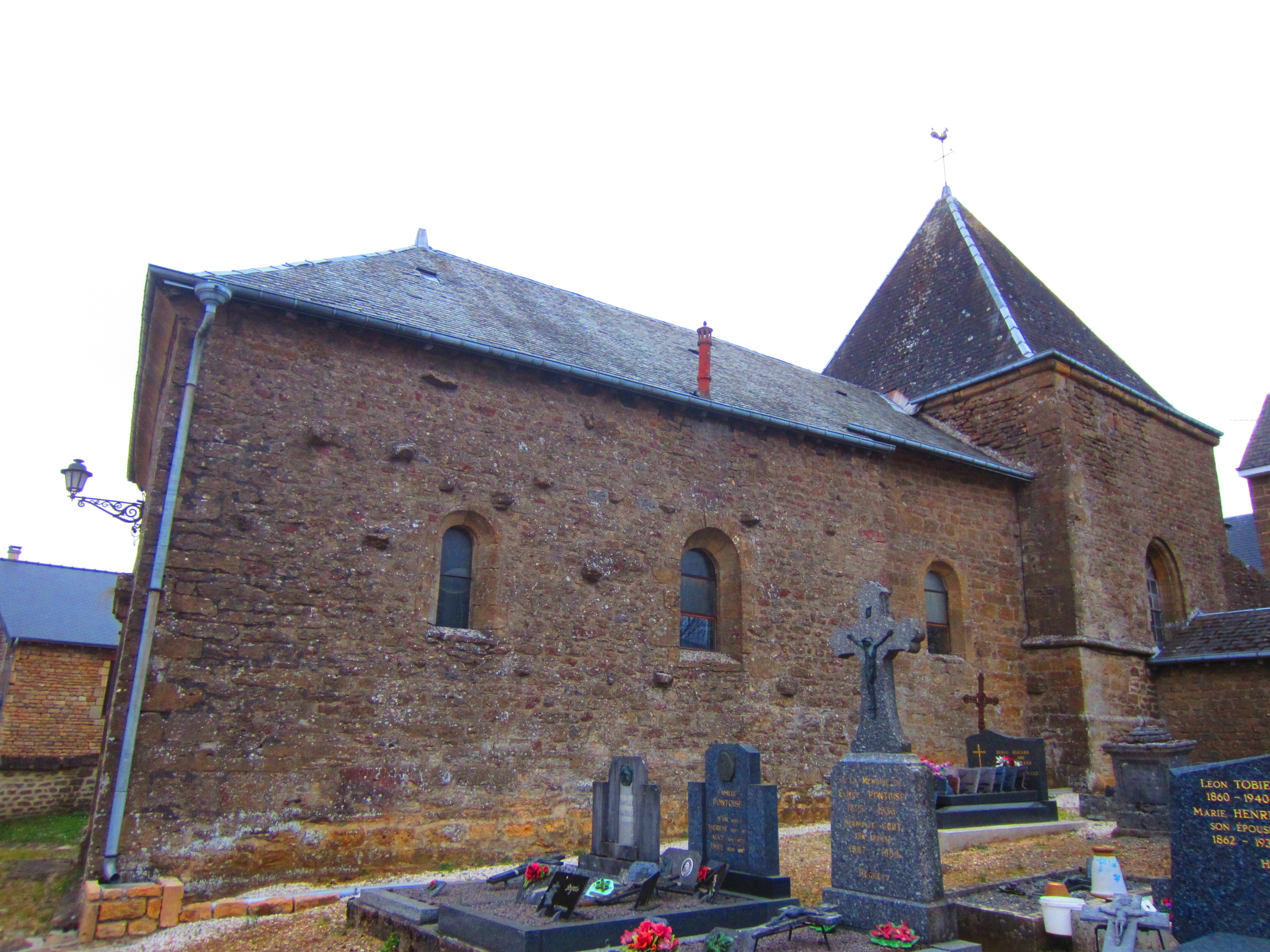
Église Saint-Pierre de Chaumont.
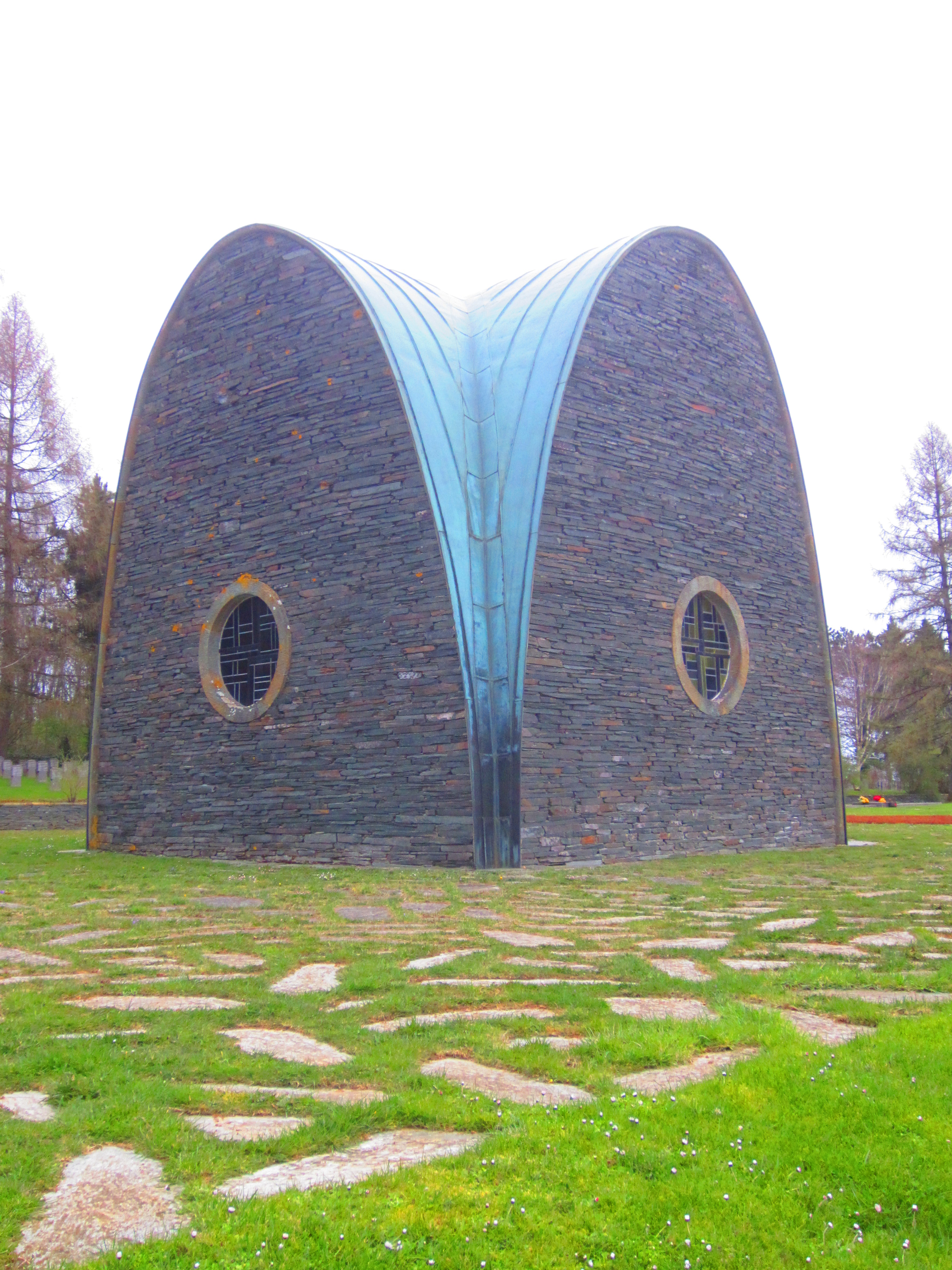
Chapelle du cimetière militaire allemand de Noyers Pont-Maugis.

## Personnalités liées à la commune
- Adolphe Ronnet : industriel du textile[42].
- Christopher James Davis (1842-1870) : médecin humanitaire décédé à Pont-Maugis, en portant secours à des malades pendant la guerre franco-prussienne de 1870-1871.